# Christmas in the Heart
Christmas in the Heart  — тридцять четвертий студійний альбом американського музиканта та автора пісень Боба Ділана, виданий 13 жовтня 2009 року лейблом Columbia Records. Альбом очолив чарти Billboard's Holiday і Billboard's Folk Album Chart, досяг № 10 у Rock Album charts та зайняв № 23 у загальному чарті Billboard 200.

## Про альбом
Альбом складається із гімнів, колядок і традиційних різдвяних пісень. Всі гонорари із продажу цього альбому було перераховано на рахунки благодійних організацій «Feeding America» у США, «Crisis» у Великій Британії та «Всесвітній продовольчій програмі».
Ділан сказав, що, незважаючи на те, що він народився в єврейській сім'ї, він ніколи не відчував, що Різдво для нього чуже під час свого дитинства у Міннесоті. Про популярність різдвяної музики він сказав, що «вона настільки популярна по всьому світу, що кожен може доторкнутись до неї по-своєму»

## Список пісень
| #   | Назва                                      | Тривалість |
| --- | ------------------------------------------ | ---------- |
| 1.  | «Here Comes Santa Claus»                   | 2:35       |
| 2.  | «Do You Hear What I Hear?»                 | 3:02       |
| 3.  | «Winter Wonderland»                        | 1:52       |
| 4.  | «Hark the Herald Angels Sing»              | 2:30       |
| 5.  | «I'll Be Home for Christmas»               | 2:54       |
| 6.  | «The Little Drummer Boy»                   | 2:52       |
| 7.  | «The Christmas Blues»                      | 2:54       |
| 8.  | «O' Come All Ye Faithful (Adeste Fideles)» | 2:48       |
| 9.  | «Have Yourself a Merry Little Christmas»   | 4:06       |
| 10. | «Must Be Santa»                            | 2:48       |
| 11. | «Silver Bells»                             | 2:35       |
| 12. | «The First Noel»                           | 2:30       |
| 13. | «Christmas Island»                         | 2:27       |
| 14. | «The Christmas Song»                       | 3:56       |
| 15. | «O Little Town of Bethlehem»               | 2:17       |